# Open 13 2001
Open 13 2001 — тенісний турнір, що проходив на кортах з твердим покриттям у місті Марсель, Франція з 12 лютого . Належав до категорії ATP International Series.

## Фінальна частина

### Одиночний розряд
Євген Кафельников —  Себастьян Грожан 7–6(7–5), 6–2

### Парний розряд
Жюльєн Бутте /  Фабріс Санторо —  Майкл Гілл /  Джефф Таранго 7–6(9–7), 7–5